# Bayer 04 Leverkusen Fußball 2020-2021
Questa pagina raccoglie i dati riguardanti il Bayer 04 Leverkusen Fußball nelle competizioni ufficiali della stagione 2020-2021.

## Stagione
La stagione 2020-2021 è stata la 117ª della storia del Bayer Leverkusen e la 42ª consecutiva nel massimo campionato di calcio tedesco. Oltre alla competizione nazionale, il  Bayer Leverkusen ha partecipato alla Coppa di Germania e in Europa alla UEFA Europa League.

## Maglie e divise
| Prima divisa | Seconda divisa | Terza divisa |

## Rosa
In corsivo i calciatori ceduti durante la stagione
| N. |                         | Ruolo | Calciatore            |
| -- | ----------------------- | ----- | --------------------- |
| 1  | Finlandia (bandiera)    | P     | Lukáš Hrádecký        |
| 2  | Colombia (bandiera)     | D     | Santiago Arias        |
| 4  | Germania (bandiera)     | D     | Jonathan Tah          |
| 5  | Germania (bandiera)     | C     | Sven Bender           |
| 6  | Austria (bandiera)      | D     | Aleksandar Dragović   |
| 7  | Brasile (bandiera)      | A     | Paulinho              |
| 8  | Germania (bandiera)     | C     | Lars Bender           |
| 9  | Giamaica (bandiera)     | A     | Leon Bailey           |
| 10 | Germania (bandiera)     | C     | Kerem Demirbay        |
| 11 | Germania (bandiera)     | C     | Nadiem Amiri          |
| 12 | Burkina Faso (bandiera) | D     | Edmond Tapsoba        |
| 13 | Argentina (bandiera)    | A     | Lucas Alario          |
| 14 | Rep. Ceca (bandiera)    | A     | Patrik Schick         |
| 15 | Austria (bandiera)      | C     | Julian Baumgartlinger |
| 16 | Croazia (bandiera)      | D     | Tin Jedvaj            |
| 17 | Finlandia (bandiera)    | A     | Joel Pohjanpalo       |
| 18 | Brasile (bandiera)      | D     | Wendell               |

| N. |                        | Ruolo | Calciatore          |
| -- | ---------------------- | ----- | ------------------- |
| 19 | Francia (bandiera)     | A     | Moussa Diaby        |
| 20 | Cile (bandiera)        | C     | Charles Aránguiz    |
| 21 | Germania (bandiera)    | P     | Lennart Grill       |
| 22 | Paesi Bassi (bandiera) | D     | Daley Sinkgraven    |
| 23 | Germania (bandiera)    | D     | Mitchell Weiser     |
| 24 | Paesi Bassi (bandiera) | D     | Timothy Fosu-Mensah |
| 25 | Argentina (bandiera)   | C     | Exequiel Palacios   |
| 27 | Germania (bandiera)    | C     | Florian Wirtz       |
| 28 | Inghilterra (bandiera) | A     | Demarai Gray        |
| 30 | Paesi Bassi (bandiera) | D     | Jeremie Frimpong    |
| 32 | Turchia (bandiera)     | C     | Samed Onur          |
| 33 | Germania (bandiera)    | P     | Marcel Johnen       |
| 36 | Germania (bandiera)    | P     | Niklas Lomb         |
| 37 | Germania (bandiera)    | A     | Emrehan Gedikli     |
| 38 | Germania (bandiera)    | C     | Karim Bellarabi     |
| 39 | Turchia (bandiera)     | C     | Cem Türkmen         |

## Calciomercato

### Sessione estiva(dall'1/9 all'10/10)
| Acquisti         | Acquisti          | Acquisti        | Acquisti                    |
| R.               | Nome              | da              | Modalità                    |
| ---------------- | ----------------- | --------------- | --------------------------- |
| A                | Patrick Schick    | Roma            | definitivo (26,5 milioni €) |
| D                | Santiago Arias    | Atlético Madrid | prestito (3 milioni €)      |
| P                | Lennart Grill     | Kaiserslautern  | definitivo (2 milioni €)    |
| Altre operazioni |                   |                 |                             |
| R.               | Nome              | da              | Modalità                    |
| D                | Panagiotis Retsos | Sheffield Utd   | fine prestito               |
| A                | Joel Pohjanpalo   | Amburgo         | fine prestito               |
| D                | Tin Jedvaj        | Augusta         | fine prestito               |

| Cessioni | Cessioni           | Cessioni      | Cessioni                  |
| R.       | Nome               | a             | Modalità                  |
| -------- | ------------------ | ------------- | ------------------------- |
| A        | Kai Havertz        | Chelsea       | definitivo (80 milioni €) |
| A        | Kevin Volland      | Monaco        | definitivo (11 milioni €) |
| C        | Adrian Stanilewicz | Darmstadt     | gratuito                  |
| D        | Panagiotis Retsos  | Saint-Étienne | prestito                  |
| A        | Joel Pohjanpalo    | Union Berlino | prestito                  |
| C        | Ayman Azhil        | RKC Waalwijk  | prestito                  |
| P        | Ramazan Özcan      |               | ritiro                    |

### Sessione invernale(dal 2/1 al 31/1)
| Acquisti | Acquisti            | Acquisti       | Acquisti                   |
| R.       | Nome                | da             | Modalità                   |
| -------- | ------------------- | -------------- | -------------------------- |
| D        | Jeremie Frimpong    | Celtic         | definitivo (11 milioni €)  |
| A        | Demarai Gray        | Leicester City | definitivo (2 milioni €)   |
| D        | Timothy Fosu-Mensah | Manchester Utd | definitivo (1,7 milioni €) |

| Cessioni | Cessioni | Cessioni | Cessioni |
| R.       | Nome     | a        | Modalità |
| -------- | -------- | -------- | -------- |

## Risultati

### Bundesliga

#### Girone di andata
| Wolfsburg 20 settembre 2020, ore 18:00 CEST 1ª giornata | Wolfsburg | 0 – 0 referto | Bayer Leverkusen | Volkswagen-Arena (500 spett.)\| Arbitro: \| Jablonski \| |
| Arbitro:                                                | Jablonski |               |                  |                                                          |

| Arbitro: | Osmers |

|              |           |              |
| Demirbay 20’ | Marcatori | 14’ Forsberg |

| Arbitro: | Hartmann (Wangen) |

|               |           |           |
| Kalajdžić 76’ | Marcatori | 7’ Schick |

| Arbitro: | Dankert |

|  |           |            |
|  | Marcatori | 30’ Alario |

| Arbitro: | Storks |

|                                    |           |               |
| Alario 16’ (rig.), 74’ Diaby 90+4’ | Marcatori | 51’ Caligiuri |

| Arbitro: | Dankert |

|                       |           |                                   |
| Höler 3’ Petersen 72’ | Marcatori | 29’, 42’ Alario 64’ Amiri 76’ Tah |

| Arbitro: | Osmers |

|                                          |           |                                     |
| Alario 27’ Bailey 68’ Baumgartlinger 82’ | Marcatori | 18’ (rig.), 30’ Stindl 90+4’ Lazaro |

| Arbitro: | Brych |

|                     |           |                         |
| Hrádecký 47’ (aut.) | Marcatori | 27’ Bailey 88’ Dragović |

| Leverkusen 29 novembre 2020, ore 15:30 CET 9ª giornata | Bayer Leverkusen | 0 – 0 referto | Hertha Berlino | BayArena (0 spett.)\| Arbitro: \| Schlager \| |
| Arbitro:                                               | Schlager         |               |                |                                               |

| Arbitro: | Cortus |

|  |           |                                                |
|  | Marcatori | 10’ (aut.) Thiaw 67’ Baumgartlinger 78’ Schick |

| Arbitro: | Petersen |

|                                              |           |                 |
| Bailey 4’, 27’ Wirtz 55’ Alario 90+1’ (rig.) | Marcatori | 50’ Baumgartner |

| Arbitro: | Stieler |

|  |           |                                          |
|  | Marcatori | 8’ Weiser 10’ Diaby 54’ Schick 59’ Wirtz |

| Arbitro: | Zwayer |

|            |           |                        |
| Schick 14’ | Marcatori | 43’, 90+3’ Lewandowski |

| Arbitro: | Brych |

|                               |           |           |
| Younes 22’ Tapsoba 54’ (aut.) | Marcatori | 10’ Amiri |

| Arbitro: | Cortus |

|            |           |            |
| Schick 70’ | Marcatori | 52’ Toprak |

| Arbitro: | Badstübner |

|              |           |  |
| Teuchert 88’ | Marcatori |  |

| Arbitro: | Zwayer |

|                     |           |            |
| Diaby 14’ Wirtz 80’ | Marcatori | 67’ Brandt |

#### Girone di ritorno
| Arbitro: | Fritz |

|  |           |          |
|  | Marcatori | 35’ Baku |

| Arbitro: | Osmers |

|            |           |  |
| Nkunku 51’ | Marcatori |  |

| Arbitro: | Jablonski (Brema) |

|                                                 |           |                    |
| Demirbay 18’, 31’ Bailey 56’ Wirtz 68’ Gray 84’ | Marcatori | 50’, 77’ Kalajdžić |

| Arbitro: | Winkmann |

|                       |           |                          |
| Alario 14’ Schick 84’ | Marcatori | 89’ Glatzel 90+2’ Stöger |

| Arbitro: | Dingert |

|                  |           |               |
| Niederlechner 5’ | Marcatori | 90+5’ Tapsoba |

| Arbitro: | Zwayer |

|            |           |                         |
| Bailey 70’ | Marcatori | 50’ Demirović 61’ Höler |

| Arbitro: | Siebert |

|  |           |            |
|  | Marcatori | 76’ Schick |

| Arbitro: | Stegemann |

|            |           |                      |
| Schick 85’ | Marcatori | 18’ Dōan 57’ Okugawa |

| Arbitro: | Brych |

|                                  |           |  |
| Zeefuik 4’ Cunha 26’ Córdoba 33’ | Marcatori |  |

| Arbitro: | Jablonski |

|                       |           |               |
| Alario 26’ Schick 72’ | Marcatori | 81’ Huntelaar |

| Sinsheim 12 aprile 2021, ore 20:30 CEST 28ª giornata | Hoffenheim | 0 – 0 referto | Bayer Leverkusen | Rhein-Neckar-Arena (0 spett.)\| Arbitro: \| Jöllenbeck \| |
| Arbitro:                                             | Jöllenbeck |               |                  |                                                           |

| Arbitro: | Storks |

|                          |           |  |
| Bailey 5’, 76’ Diaby 51’ | Marcatori |  |

| Arbitro: | Winkmann |

|                              |           |  |
| Choupo-Moting 7’ Kimmich 13’ | Marcatori |  |

| Arbitro: | Zwayer |

|                                      |           |                   |
| Bailey 70’ Alario 80’ Demirbay 90+1’ | Marcatori | 90+1’ André Silva |

| Brema 8 maggio 2021, ore 15:30 CEST 32ª giornata | Werder Brema | 0 – 0 referto | Bayer Leverkusen | Weserstadion (0 spett.)\| Arbitro: \| Schmidt \| |
| Arbitro:                                         | Schmidt      |               |                  |                                                  |

| Arbitro: | Ittrich |

|           |           |                |
| Wirtz 26’ | Marcatori | 72’ Pohjanpalo |

| Arbitro: | Gräfe |

|                          |           |                      |
| Haaland 5’, 84’ Reus 51’ | Marcatori | 89’ (rig.) L. Bender |

### DFB-Pokal
| Arbitro: | Storks |

|  |           |                                                                          |
|  | Marcatori | 4’ L. Bender 10’, 31’ Amiri 12’ Alario 21’ Wirtz 30’ Aránguiz 77’ Schick |

| Arbitro: | Dingert |

|                                              |           |           |
| Alario 27’ (rig.) Tapsoba 49’ Diaby 67’, 87’ | Marcatori | 6’ Younes |

| Arbitro: | Schlager |

|                            |           |             |
| Kefkir 108’ Engelmann 117’ | Marcatori | 105’ Bailey |

### UEFA Europa League

#### Fase a gironi
| Arbitro: | Fran Jović |

|                                                             |           |                               |
| Amiri 11’ Alario 16’ Diaby 61’ Bellarabi 79’, 83’ Wirtz 87’ | Marcatori | 31’ Gouiri 90’ Claude-Maurice |

| Arbitro: | William Collum |

|              |           |  |
| Olayinka 80’ | Marcatori |  |

| Arbitro: | Radu Petrescu |

|                   |           |                                           |
| Acolatse 11’, 25’ | Marcatori | 5’, 75’ Bailey 39’ (aut.) Dadia 88’ Wirtz |

| Arbitro: | Paweł Gil |

|                                               |           |            |
| Schick 29’ Bailey 48’ Demirbay 76’ Alario 80’ | Marcatori | 58’ Shviro |

| Arbitro: | Maurizio Mariani |

|                      |           |                                           |
| Kamara 26’ Ndoye 47’ | Marcatori | 22’ Diaby 32’ Dragović 51’ Baumgartlinger |

| Arbitro: | Anastasios Sidīropoulos |

|                                          |           |  |
| Bailey 8’, 32’ Diaby 59’ Bellarabi 90+1’ | Marcatori |  |

#### Fase ad eliminazione diretta
| Arbitro: | Antonio Mateu Lahoz |

|                                           |           |                           |
| Fassnacht 3’ Siebatcheu 19’, 89’ Elia 44’ | Marcatori | 49’, 52’ Schick 68’ Diaby |

| Arbitro: | Davide Massa |

|  |           |                              |
|  | Marcatori | 48’ Siebatcheu 86’ Fassnacht |

## Statistiche

### Statistiche di squadra
| Competizione      | Punti | In casa | In casa | In casa | In casa | In casa | In casa | In trasferta | In trasferta | In trasferta | In trasferta | In trasferta | In trasferta | Totale | Totale | Totale | Totale | Totale | Totale | DR  |
| Competizione      | Punti | G       | V       | N       | P       | Gf      | Gs      | G            | V            | N            | P            | Gf           | Gs           | G      | V      | N      | P      | Gf     | Gs     | DR  |
| ----------------- | ----- | ------- | ------- | ------- | ------- | ------- | ------- | ------------ | ------------ | ------------ | ------------ | ------------ | ------------ | ------ | ------ | ------ | ------ | ------ | ------ | --- |
| Bundesliga        | 52    | 17      | 8       | 5       | 4       | 34      | 22      | 17           | 6            | 5            | 6            | 19           | 17           | 34     | 14     | 10     | 10     | 53     | 39     | +14 |
| Coppa di Germania |       | 1       | 1       | 0       | 0       | 4       | 1       | 2            | 1            | 0            | 1            | 8            | 2            | 3      | 2      | 0      | 1      | 12     | 3      | +9  |
| Europa League     |       | 4       | 3       | 0       | 1       | 14      | 5       | 4            | 2            | 0            | 2            | 10           | 9            | 8      | 5      | 0      | 3      | 24     | 14     | +10 |
| Totale            | -     | 22      | 12      | 5       | 5       | 52      | 28      | 23           | 9            | 5            | 9            | 37           | 28           | 45     | 21     | 10     | 14     | 79     | 56     | +23 |